# ماثيو غوردون-بانكس
ماثيو غوردون-بانكس هو سياسي بريطاني، ولد في 21 يونيو 1961 في Moray ‏ في المملكة المتحدة. نشط حزبياً في حزب المحافظين والديمقراطيون الليبراليون. في الانتخابات العامة في المملكة المتحدة 1992 ‏، انتخب عضو البرلمان الحادي والخمسون للمملكة المتحدة ‏ عن دائرة ساوثبورت وقد انضم خلال فترته النيابية ‏ (9 أبريل 1992 – 8 أبريل 1997) للكتلة البرلمانية حزب المحافظين.